# Dawuth Dinkhet
Dawuth Dinkhet (tiếng Thái: ดาวุฒิ ดินเขต, sinh ngày 18 tháng 11 năm 1983) còn được biết với tên đơn giản Wut (tiếng Thái: วุฒิ) là một cầu thủ bóng đá người Thái Lan thi đấu ở vị trí hậu vệ trái cho câu lạc bộ ở Thai League 2 Army United.